# Marienwaldkapelle

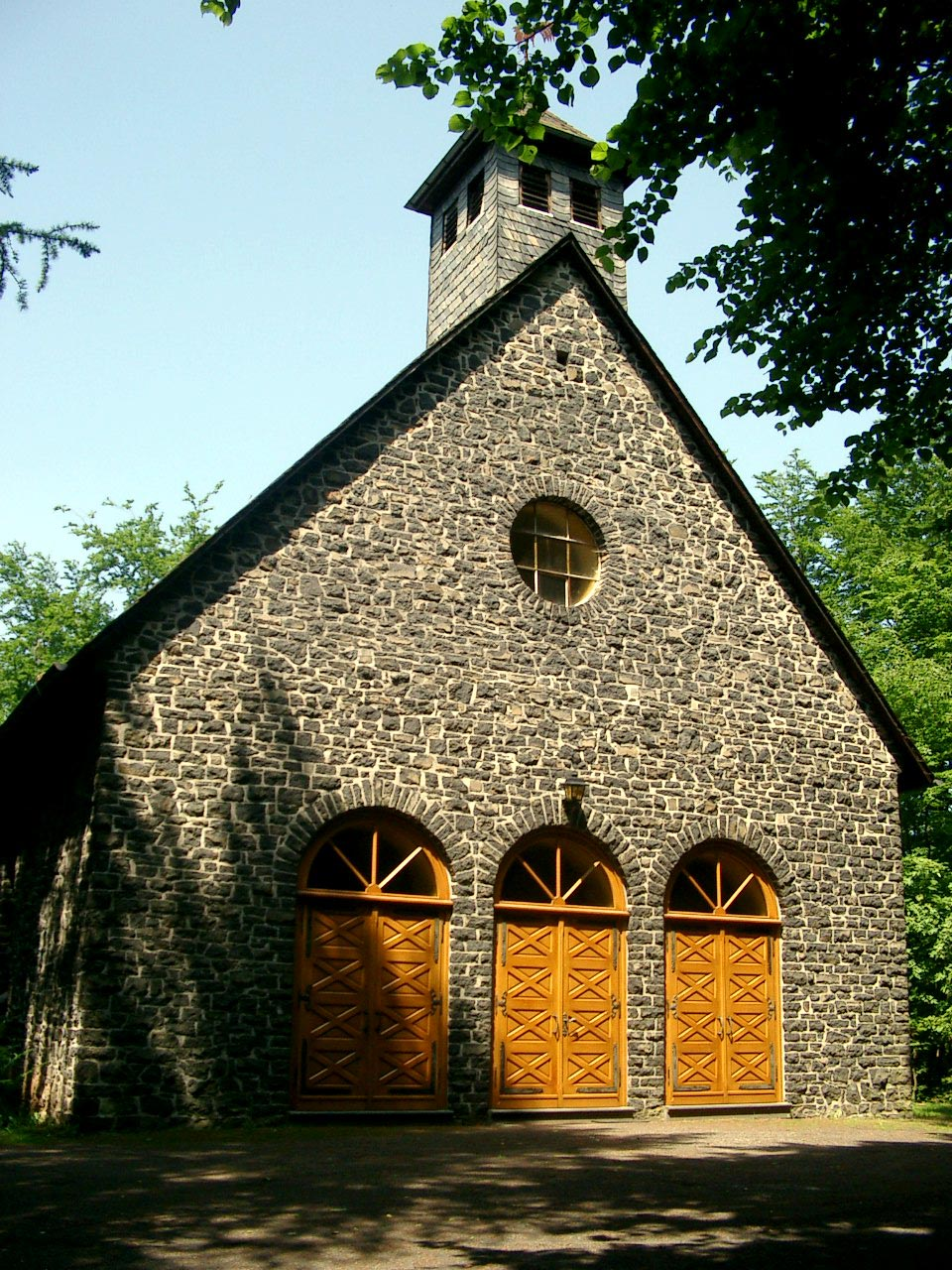
Marienwaldkapelle

Die Marienwaldkapelle auf dem Rothenberg in Guckheim (Rheinland-Pfalz) ist ein Kirchenbau des Westerburger Architekten Rudolf Hack.

## Geschichte
Der Vorgängerbau der heutigen Marienwaldkapelle stand bis 1948 an der Stelle des heutigen Baus auf dem Rothenberg und hatte die gleiche Standrichtung. Die genaue Entstehungszeit des Vorgängerbaus ist nicht feststellbar, jedoch ließ sich erkennen, dass er in zwei Bauabschnitten errichtet wurde. Als Hinweis für die Entstehung kann ein Stein gelten, in den die Jahreszahl 1771 eingemeißelt war und der bei den Abrissarbeiten gefunden wurde.
Die Entscheidung, eine neue und größere Kapelle zu errichten, wurde 1947 getroffen. Gründe für den Neubau waren die Reparaturbedürftigkeit der alten Kapelle, ein Guthaben von rund 6000,- Reichsmark, das noch vor der Währungsreform angelegt werden sollte und die Hoffnung, bei besonderen Anlässen innerhalb der Gemeinde Gottesdienste abhalten zu können, da Guckheim nicht über eine eigene Kirche verfügte. Mit dem Bau begann man am 27. September 1948, die Grundsteinlegung fand am 22. Mai 1949 statt. Richtfest wurde am 26. September 1949 gefeiert. Als Architekt des Kapellenneubaus wurde Rudolf Hack aus Westerburg mit den Planungsarbeiten beauftragt. Am 12. November 1950 erhielt die Marienwaldkapelle die kirchliche Weihe.
Da die Finanzierung des Bauvorhabens durch eigene Mittel aufgebracht werden musste, kamen die notwendigen Einnahmen zum einen aus monatlichen Sammlungen von Haus zu Haus, an denen sich auch die Nachbargemeinden beteiligten. Zum anderen spendete die Zivilgemeinde Guckheim einen größeren Geldbetrag sowie das Bauholz. Weitere Einnahmen wurden mit Theateraufführungen auf dem Römmel erzielt. Dort veranstaltete man in den Jahren 1948–1952 Theaterstücke mit Darstellern aus der Gemeinde.